# Ceh
Ceh (eng. guild) je naziv koji u najširem smislu označava zanatsko udruženje, odnosno skupina, udruženje ljudi koji rade isti posao ili obrt, pa se udružuju radi ostvarivanja svojih prava i viših ciljeva. U užem smislu se pod time podrazumijevaju organizacije čiji su članovi samostalni obrtnici, odnosno koji se bave tradicionalnim zanatima. 
Organizacije nalik na cehove se u povijesnim izvorima mogu pronaći još u starom vijeku, pa su tako u rimsko doba djelovali collegia officiorum. Njihov razvoj u Europi počinje u srednjem vijeku, odnosno stvaranju gradova-država gdje su zanatlije kao dio nove građanske klase postupeno stjecali i važan politički utjecaj. U kasnijim razdobljima se taj utjecaj često negativno odražavao i na razvoj industrije i tehnologije. U 19. st. su otpora zanatlija industrijalizaciji i stvaranju tvornica neke države čak i formalno zabranile cehove.

## Unutarnje poveznice
- obrt
- sindikat